# Calcinaia
Calcinaia (anche Calcinaja, Vicus Vitri in latino) è un comune italiano di 12 842 abitanti della provincia di Pisa in Toscana.

## Geografia

### Territorio
Calcinaia si trova sulle rive del fiume Arno, a circa 4 km dal capoluogo si trova Fornacette; davanti al fiume Arno è situato il palazzo comunale; in via Aurelio Saffi vi è il Museo della Ceramica Lodovico Coccapani
- Classificazione sismica: zona 2 (sismicità medio-alta), Ordinanza PCM 3274 del 20/03/2003

### Clima
- Classificazione climatica: zona D, 1864 GR/G
- Diffusività atmosferica: bassa, Ibimet CNR 2002

## Storia
Fondata prima dell'anno 1000 in epoca medioevale sulla riva destra dell'Arno. Il suo nome originale era Vicus Vitri, che da alcuni storici locali è stato fatto derivare dalla presenza nel territorio di improbabili botteghe per la lavorazione di stoviglie vetrificate o da un nome di persona romano Vitrius. È assai più credibile ravvisare in "vitri" la corruzione della voce latina "veteri" ovverosia vecchio, appellativo dato alla primitiva Calcinaia per distinguerla dall'altro Vico presente nelle vicinanze (ovverosia l'attuale Vicopisano), evidentemente di fondazione più recente rispetto a Calcinaia.
In seguito la cittadella cambiò il nome con l'attuale Calcinaia (attestato per la prima volta nel 1193) a causa delle numerose fornaci di calce che all'epoca furono edificate nel comune, assumendo come stemma due arselle (o telline) in attinenza con l'acqua, la sabbia e quindi il mare, forse a ricordo dei primi colonizzatori e fondatori arrivati probabilmente risalendo l'Arno. Nel 1136 nasce a Calcinaia da una umile famiglia Ubaldesca Taccini divenuta suora nel convento di san Giovannino a Pisa e appartenente al sovrano ordine di Malta. Considerata santa dalla chiesa cattolica è la patrona di Calcinaia e viene festeggiata il 28 maggio. Le reliquie della santa sono attualmente (2016) conservate nella Pieve.
Durante l'alto Medioevo, a Calcinaia esercitavano i diritti di Signoria i Conti Cadolingi di Fucecchio; successe a loro la nobile famiglia ghibellina degli Upezzinghi di Pisa; il più noto di essi fu Gualtieri di Calcinaia che divenne Potestà di San Gimignano nel 1221, e di Arezzo nel 1243.
In seguito la cittadina fu coinvolta nelle continue rivalità tra la Repubblica di Pisa e quella di Lucca, e proprio a Calcinaia si incontrarono nel 1138 il Papa Innocenzo II e l'Imperatore Lotario II, finché nel XV secolo la Repubblica fiorentina, entrata nelle lotte con Pisa per ottenere il controllo dello scalo marittimo più importante nella regione e delle vie di comunicazioni fluviali interne, la conquistò, la inglobò nei suoi possedimenti e nel 1555 il Granduca Cosimo I de' Medici, su studi di mappe disegnate da Leonardo da Vinci, fece fare sul territorio fondamentali lavori idraulici per regolare le piene dell'Arno e impedire così le frequenti inondazioni che devastavano vaste zone del borgo.

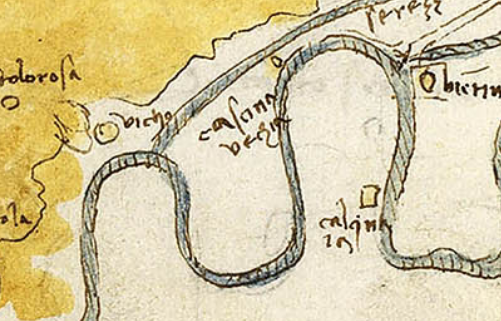
l'Arno prima del taglio

Fino alla prima metà del Cinquecento il fiume Arno arrivava fin sotto Montecchio per poi dirigersi con un'ansa verso Bientina lasciando Calcinaia sulla riva sinistra, descriveva poi una seconda ampia ansa che lambiva l'antico castello di Vicopisano, e continuava il suo naturale tragitto verso Pisa. Nel 1560 Cosimo de' Medici intraprese un'operazione di rettifica, nota nelle fonti come Taglio di Calcinaia, con la quale fu modificato il percorso dell'Arno che dal 1561 intraprese il percorso meridionale che ancora adesso caratterizza il paese.
Grazie a queste modifiche del territorio Calcinaia poté sviluppare con un grande incremento l'agricoltura come cereali, legumi, bulbi e vaste coltivazioni di canapa e di lino e nel 1768 venne creata la fornace Coccapani per la produzione di ceramica invetriata.
Il processo di industrializzazione della città è stato notevole durante gli anni sessanta e si è sviluppato soprattutto nella frazione di Fornacette, dove sono nate imprese di produzione e di servizi che occupano molta manodopera, mentre il capoluogo, sede degli Uffici comunali, ha invece sviluppato il settore terziario, anche se non mancano anche qui alcune aziende produttive e di servizi.

## Monumenti e luoghi d'interesse

### Architetture religiose
- Chiesa di San Giovanni Battista
- Chiesa di Sant'Andrea in Pozzale a Fornacette

### Architetture civili
- Torre degli Upezzinghi
- Fornace Coccapani con museo della ceramica

## Società

### Evoluzione demografica
Abitanti censiti

### Etnie e minoranze straniere
Secondo i dati ISTAT al 31 dicembre 2020 la popolazione straniera residente era di 905 persone. 
Le nazionalità maggiormente rappresentate in base alla loro percentuale sul totale della popolazione straniera residente erano:
- Romania 187 (20,7%)
- Albania 182 (20,2%)
- Marocco 106 (11,7%)

## Cultura

### Istruzione

#### Biblioteche
La Biblioteca "Pier Paolo Pasolini" si trova in Piazza Indipendenza 10, a Calcinaia ed è inserita nella rete di Bibliolandia.
Raccoglie e conserva circa 16000 volumi di vari generi, come letteratura, saggistica, religione, scienza, arte, storia ecc.
Ogni anno, dal 2001, la Biblioteca e in particolare Paolo Grigò (scultore e pittore) organizza la mostra d'arte VicoVitri Arte: nell'antica torre degli Upezzinghi che si erge nel centro storico della città. Vengono ospitate mostre di fotografia, scultura e pittura di artisti di fama internazionale ed emergenti.

### Eventi

#### Manifestazioni storiche
Ogni maggio, precisamente nelle ultime tre domeniche del mese, si svolgono tre eventi particolarmente sentiti nella cittadina, i quali costituiscono il Maggio calcinaiolo.
Il primo evento è la "Sagra della Nozza", dolce locale formato da una cialda a forma di cono al sapor di anice e rosolio.
Il secondo evento è la festa di Santa Ubaldesca, con una solenne processione.
Infine nell'ultima domenica del mese i tre rioni della cittadina, ovvero Montecchio, La Nave e Oltrarno si sfidano nella Regata storica di Calcinaia, un palio nel quale gareggiano dei Navicelli (grandi imbarcazioni a remi) lungo l'Arno. Tale evento si svolge ormai dalla metà dell'Ottocento.

## Geografia antropica

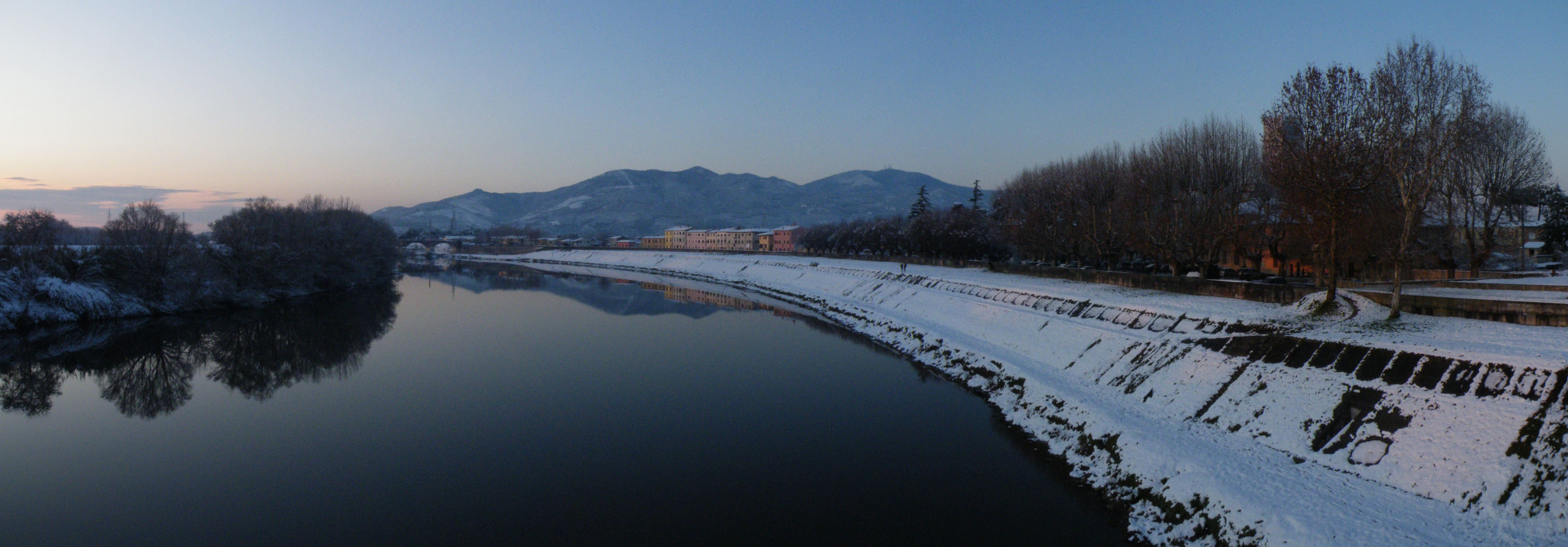
Il Lungarno innevato di Calcinaia

### Quartieri
- Ronchi
- Montino
- I Moretti
- Castelletto
- Montecchio
- Oltrarno
- Sardina
- La Nave

### Frazioni

#### Fornacette
È situata sulla Tosco-Romagnola a circa tre chilometri da Pontedera. Fornacette ha avuto un enorme sviluppo demografico nel dopoguerra, superando anche il capoluogo di comune in quanto ad abitanti. A Fornacette ha avuto sede fino al 2007 l'importante azienda di computer CDC spa, una delle due società della provincia quotate in borsa.
I quartieri di Fornacette sono:
- Pozzale
- Case Vecchie
- Case Bianche
- Ponti
- Masoni
- Gaddi

## Infrastrutture e trasporti

### Strade
Il territorio comunale è attraversato da alcune delle più importanti strade dell'intera area: è infatti collocato a Calcinaia l'inizio della Strada Provinciale Vicarese, mentre è situato a Fornacette l'inizio della Strada statale 67 Tosco Romagnola, così come quello della Statale 67-bis (detta Arnaccio). Inoltre Calcinaia è attraversata dalla Strada statale 439 Sarzanese Valdera. Il trasporto pubblico locale è assicurato su tali arterie dalle autocorse svolte da CTT Nord.

### Ferrovie

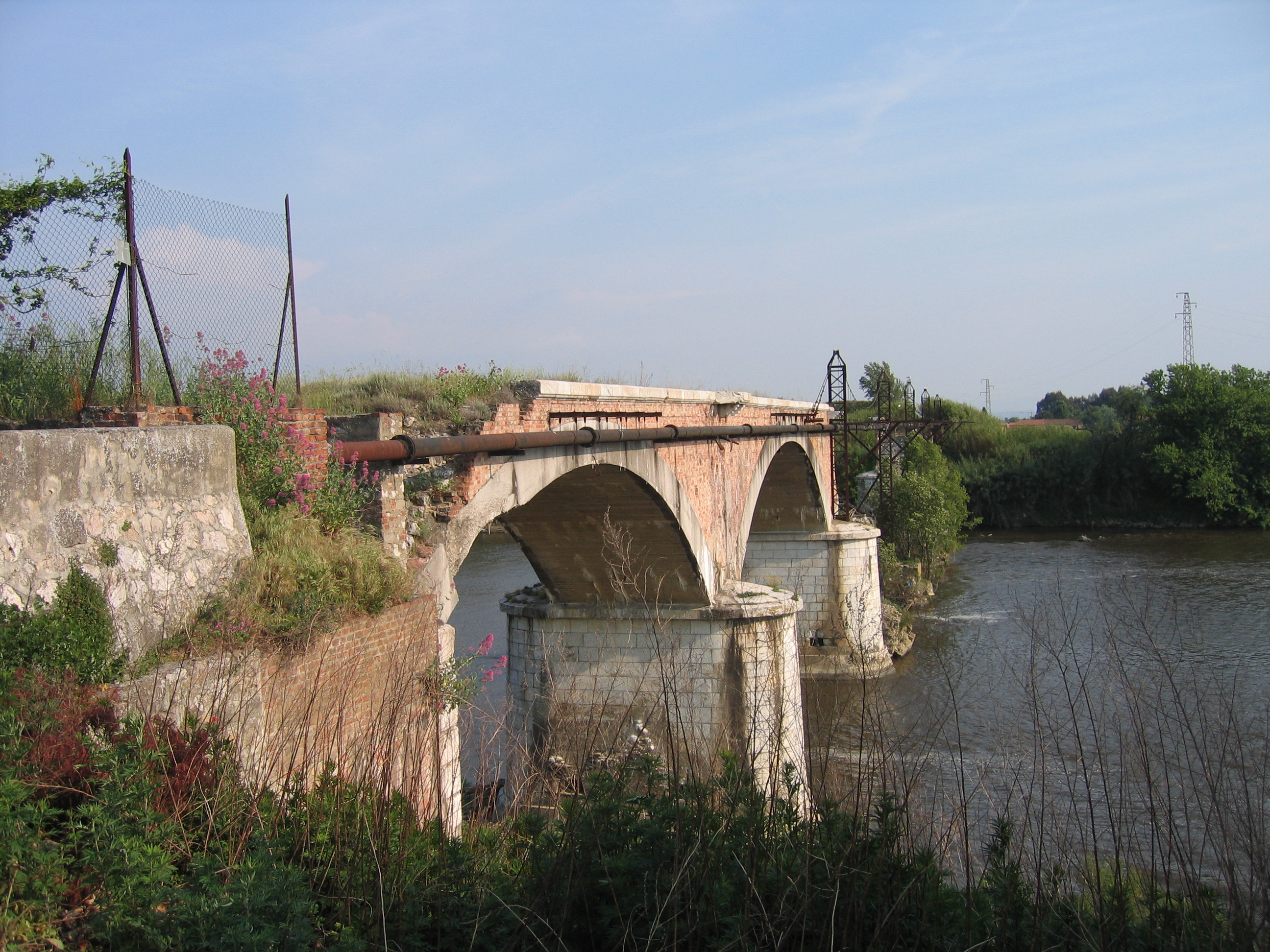
Calcinaia, i ruderi del ponte ferroviario

Il 28 ottobre 1928 fu inaugurata la tratta Lucca-Pontedera che vedeva Calcinaia protagonista come una delle stazioni di fermata importanti di questa linea.
Linea ha funzionato in maniera molto attiva fino all'estate del 1944, quando durante il secondo conflitto mondiale il ponte e la stazione di Calcinaia furono pesantemente bombardate dalla forze alleate per evitare l'attraversamento dei mezzi corazzati nemici.
Il ponte disponeva di ben 6 arcate di 21,5 metri ognuna e la sua costruzione iniziò in concomitanza con i lavori di realizzazione di tutta la tratta, ovvero dopo la concessione in data 6 maggio 1922 e si conclusero il 23 aprile 1926.
Oggi rimangono intatte solo 2 delle arcate presenti in origine e della stazione di Calcinaia pochi ruderi che sono diventati monumento alla memoria.
La parte crollata del ponte è stata reintegrata da una struttura in ferro progettata con lo scopo di sostenere le tubazioni della rete idrica.

## Amministrazione

### Gemellaggi
- Vilanova del Camí
- Noves
- Amilly

### Patti di amicizia
- Hopsten
- Paola